# Fossiomanus sinensis
Fossiomanus sinensis — вид терапсид родини тритилодонтид (Tritylodontidae), що існував у ранній крейді на території сучасної Східної Азії.

## Етимологія
Fossio — «риття», manus — «рука»; sinensis — «китайський».

## Рештки
Викопні рештки тварини знайдені у відкладеннях формації Цзюфотан в повіті Цзяньчан на заході провінції Ляонін на сході Китаю. Виявлено майже повний скелет з черепом та частковим набором зубів.

## Опис
Це була травоїдна тварина, завдовжки 32 см. Тіло кремезне з короткими, сильними передніми ногами з міцними кігтями, і коротким хвостом. Тіло пристосоване до риття нір.